# سیارک ۳۵۰۴
سیارک ۳۵۰۴ (به انگلیسی: 3504 Kholshevnikov، نامگذاری:1981RV3) سه هزار و پانصد و چهارمین سیارک کشف شده‌است که در ۳ سپتامبر ۱۹۸۱ کشف شد.
قدر مطلق سیارک برابر ۱۱٫۷۰ است.